# Néferirkarê Kakaï
Néferirkarê Kakaï (en grec Nefercherês, Νεφερχέρης) est le troisième souverain de la Ve dynastie pendant l'Ancien Empire. Néferirkarê est le fils aîné de Sahourê avec son épouse Méretnebty. Il accéda au trône le lendemain de la mort de son père et régna pendant huit à onze ans, entre le début et le milieu du XXVe siècle avant notre ère. Il a précédé son fils aîné, né de sa reine Khentkaous II, le prince qui allait prendre le trône comme roi Néferefrê. Néferirkarê a engendré un autre pharaon, Niouserrê, qui a pris le trône après le court règne de Néferefrê et la brève domination du peu connu Chepseskarê.
Néferirkarê fut reconnu par ses contemporains comme un souverain aimable et bienveillant, intervenant en faveur de ses courtisans après un malheur. Son règne a été témoin d'une augmentation du nombre de fonctionnaires de l'administration et du sacerdoce, qui ont utilisé leurs richesses accrues pour construire des mastabas plus sophistiqués sur le plan architectural, où ils ont enregistré leurs biographies pour la première fois. Néferirkarê fut le dernier pharaon à modifier significativement le titulaire royal standard, séparant le nom de naissance, du nom de couronnement. Dès son règne, le premier a été écrit dans un cartouche précédé de l'épithète « Fils de Rê ». Son règne fut témoin de la poursuite des relations commerciales avec la Nubie au sud et peut-être avec Byblos sur la côte levantine au nord.
Néferirkarê a commencé une pyramide pour lui-même dans la nécropole royale d'Abousir, appelée Ba-Néferirkarê, qui signifie « Néferirkarê prend forme ». Il était initialement prévu qu'il s'agisse d'une pyramide à degrés, une forme qui n'avait pas été utilisée depuis l'époque de la IIIe dynastie. Ce plan a été modifié pour transformer le monument en une véritable pyramide, la plus grande d'Abousir, qui n'a jamais été achevée en raison de la mort du roi. De plus, Néferirkarê a construit un temple au dieu Soleil Rê appelé Sétibrê, qui signifie « la Place du Cœur de Rê ». D'après des sources anciennes, c'était le plus grand construit sous la Ve dynastie, mais il n'a pas encore été localisée.
Après sa mort, Néferirkarê a bénéficié d'un culte funéraire dans son temple mortuaire, qui avait été complété par son fils Niouserrê. Ce culte semble avoir disparu à la fin de l'Ancien Empire, bien qu'il ait pu être ravivé sous la XIIe dynastie du Moyen Empire, quoique sous une forme très limitée. Selon toute vraisemblance, c'est aussi à cette époque que l'histoire du Papyrus Westcar a été écrite pour la première fois, un conte où Ouserkaf, Sahourê, Néferirkarê seraient frères et fils de Rê avec une femme nommée Rededjet.

## Famille

### Ascendance

#### Parents de Néferirkarê
L'identité des parents de Néferirkarê est restée longtemps l'objet de controverses, faute de preuves directes indiquant le nom de son père et de sa mère. Dans le milieu des années 1990, la découverte par une équipe d'égyptologues égyptiens du CSA dans le complexe pyramidal de Sahourê de nouveaux reliefs mettant en scène la famille royale de Sahourê permit d'éclairer cette filiation. En effet, ces nouveaux blocs décorés de la chaussée reliant le temple de la vallée au temple haut de la pyramide royale qui ont échappé aux fouilles de Ludwig Borchardt au début du XXe siècle, montrent Sahourê accompagné de son épouse Méretnebty et de leurs deux fils nommés Ranéfer et Netjerirenrê. Selon l'un de ses découvreurs, Tarek el-Awadi, cette découverte atteste que le roi avait bien une descendance en âge de lui succéder et que des deux frères c'est Ranéfer qui est monté sur le trône sous le nom de Néferirkarê,,.

#### Hypothèse abandonnée[pasclair]
Se basant sur le conte du papyrus Westcar, les historiens et égyptologues du XXe siècle ont la plupart du temps considéré ce dernier comme étant le frère des deux premiers souverains de la Ve dynastie, Ouserkaf et Sahourê. Lorsque Ludwig Borchardt met au jour dans les ruines du temple funéraire de Sahourê des fragments de reliefs sur lesquels on remarque distinctement que le nom de couronnement de Néferirkarê a été rajouté, l'idée d'une usurpation du trône au détriment de l'héritier principal du trône Netjerirenrê, semblait ainsi confirmer le schéma proposé par le conte Westcar.

### Épouse
Au début du XXIe siècle, la seule reine connue de Néferirkarê est Khentkaous II. Ceci est dû à la position de sa pyramide à côté de celle de Néferirkarê comme il était de coutume pour l'épouse d'un roi, ainsi qu'à son titre de « Épouse du Roi » et à plusieurs reliefs les représentant ensemble. Néferirkarê aurait pu avoir au moins une autre épouse, comme le suggère la présence d'une petite pyramide à côté de celle de Khentkaous II, mais cela reste conjectural.

### Descendance
Néferirkarê et son épouse Khentkaous II étaient les parents du prince Ranefer, le futur roi Néferefrê et qualifié de « fils aîné du roi »,,,, et du futur roi Niouserrê,.
Un autre fils de Néferirkarê et Khentkaous II a été proposé, probablement plus jeune que Néferefrê et Niouserrê : Iryenrê, un prince dont la relation est suggérée par le fait que son culte funéraire était associé à celui de sa mère, les deux ayant lieu dans le temple de Khentkaous II,.
Enfin, Néferirkarê et Khentkaous II pourraient également être les parents de la reine Khentkaous III, dont la tombe a été découverte à Abousir en 2015. D'après l'emplacement et la date générale de sa tombe, ainsi que ses titres d'« Épouse du Roi » et de « mère du Roi », Khentkaous III était presque certainement l'épouse de Néferefrê et la mère de Menkaouhor. C'est une hypothèse très spéculative du fait de l'absence du titre de « Fille du Roi », seulement appuyée par le fait qu'elle porte le même nom que Khentkaous II.

## Règne

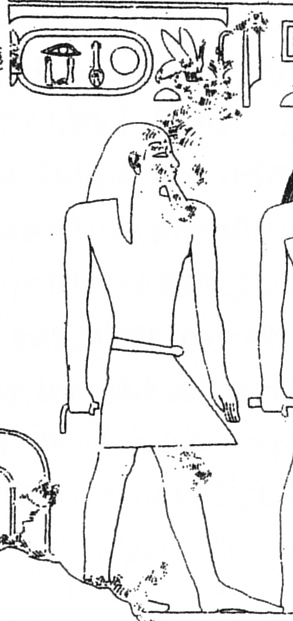
Néferirkarê figuré sur un relief du temple de Sahourê à Abousir

### Durée du règne
L'Ægyptiaca de Manéthon attribue à Néferirkarê un règne de vingt ans, mais les preuves archéologiques suggèrent maintenant que c'est une surestimation. Tout d'abord, la pierre de Palerme, très endommagée, préserve l'année du 5e recensement du bétail pour le règne de Néferirkarê. Le recensement des bovins était un événement important visant à évaluer le montant des impôts à prélever sur la population. Sous le règne de Néferirkarê, il s'agissait de recenser le bétail, les bœufs et le petit bétail. Cet événement est censé avoir été biennal pendant cette période de la Ve dynastie, ce qui signifie que Néferirkarê a régné au moins dix ans. Compte tenu de la forme de la pierre de Palerme, cette dixième année doit correspondre à sa dernière année ou être proche de celle-ci, de sorte qu'il a régné pas plus de onze ans. Deux inscriptions cursives laissées par des maçons sur des blocs de pierre des pyramides de Khentkaous II et de Néferirkarê, qui datent également du 5e recensement de Néferirkarê, sa plus haute année de règne connue, viennent étayer cette affirmation,. Enfin, Miroslav Verner a souligné qu'un règne de vingt ans serait difficile à concilier avec l'état inachevé de sa pyramide à Abousir.

### Activités en Égypte

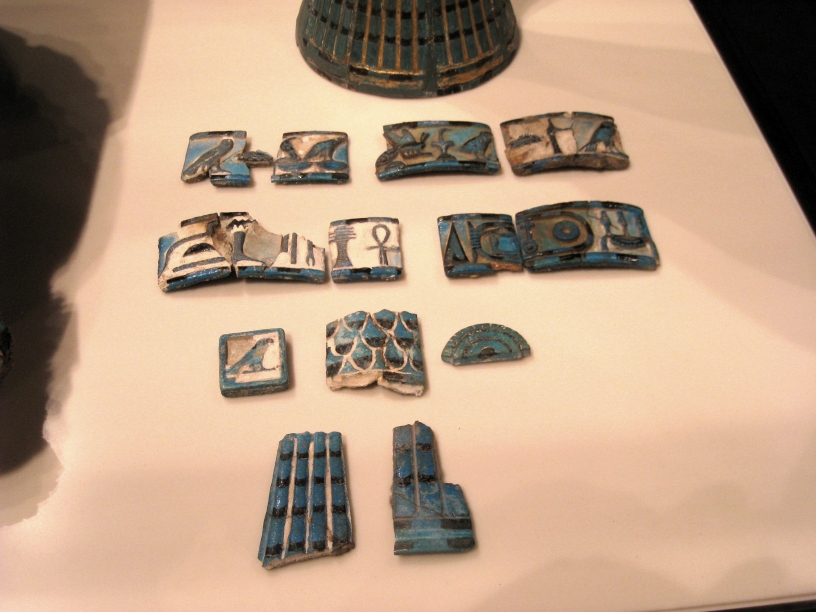
Éléments d'incrustations d'un vase à libation au nom de Néferirkarê - Musée égyptien de Berlin

Au-delà de la construction d'une pyramide et d'un temple solaire, on sait peu de choses sur les activités de Néferirkarê pendant son règne. Certains événements datant de sa première et dernière année de règne sont enregistrés sur les fragments survivants de la pierre de Palerme,,. Selon celle-ci, le futur pharaon Néferirkarê, alors appelé prince Ranefer, monta sur le trône le lendemain de la mort de son père Sahourê, qui est survenue le 28e jour du neuvième mois,.
La pierre de Palerme rapporte ensuite qu'au cours de sa première année en tant que roi, Néferirkarê a accordé des terres aux domaines agricoles desservant les cultes de l'Ennéade, les Âmes de Pé et de Nekhen et les dieux de Kherâha,,. À Rê et Hathor, il dédia une table d'offrandes pourvue de deux-cent-dix offrandes quotidiennes, et ordonna la construction de deux magasins et l'embauche de nouvelles personnes à charge dans le temple hôte. Néferirkarê commandait aussi « le façonnage et l'ouverture de la bouche d'une statue d'électrum de [le dieu] Ihy, l'escortant jusqu'à la chapelle marchande de Snéfrou du nht-shrine d'Hathor »,. Plus tard dans son règne, pendant l'année du cinquième recensement du bétail, Néferirkarê fit ériger une statue de bronze de lui-même et érigea quatre barques pour Rê et Horus dans et autour de son temple solaire, dont deux étaient en cuivre. Les Âmes de Pé et de Nekhen et Ouadjet reçurent des dotations en électrum, tandis que Ptah reçut des terres.
Le fait que la pierre de Palerme se termine autour du règne de Néferirkarê a conduit certains érudits, comme Nicolas Grimal, à proposer qu'elle ait pu être réalisée sous son règne.

### Administration
Peu de mesures administratives spécifiques prises par Néferirkarê sont connues. Un décret inscrit sur une dalle de calcaire a été découvert en 1903 à Abydos et se trouve maintenant au musée des Beaux-Arts de Boston. Le décret dispense le personnel appartenant à un temple de Khentamentiou d'effectuer le travail obligatoire à perpétuité, sous peine de confiscation de tous biens et libertés et d'être contraint de travailler dans les champs ou dans une carrière de pierre,,. Ce décret suggère indirectement que la fiscalité et le travail obligatoire ont été imposés à tous en règle générale.
Plus généralement, le règne de Néferirkarê a vu la croissance de l'administration égyptienne et du sacerdoce, qui ont accumulé plus de pouvoir que dans les règnes précédents, bien que le roi soit resté un dieu vivant. En particulier, les postes de vizir et de superviseur de l'expédition, c'est-à-dire les plus hautes fonctions, ont été ouverts à des personnes extérieures à la famille royale. Parallèlement à cette tendance, les mastabas des hauts fonctionnaires ont commencé à devenir plus élaborés, avec, par exemple, des chapelles comprenant plusieurs pièces, et, du milieu à la fin de la Ve dynastie, de larges portiques d'entrée à colonnes et des tombes familiales. C'est également à cette époque que ces fonctionnaires ont commencé à enregistrer des autobiographies sur les murs de leurs tombes.

### Modification de la titulature royale
Le règne de Néferirkarê vit la dernière modification importante de la titulature du roi. Il fut le premier roi à séparer les épithètes Nesout-bity (« Roi de Haute et Basse-Égypte ») et Sa-Rê (« Fils de Rê ») du titre royal. Il associe ces deux épithètes à deux noms différents et indépendants : respectivement le prenomen et le nomen. Le prenomen ou nom de couronnement, pris par le nouveau roi lorsqu'il monte sur le trône, était écrit dans un cartouche immédiatement après les signes de l'abeille et du carex pour Nesout-bity,. Dès l'époque de Néferirkarê, le nomen, ou nom de naissance, était également écrit dans un cartouche systématiquement précédé de la mention du Sa-Rê, épithète qui n'avait guère servi dans les époques précédentes.

### Activités hors d'Égypte
Il y a peu de preuves d'une action militaire sous le règne de Néferirkarê. William Christopher Hayes a proposé que quelques statues fragmentaires en pierre calcaire de prisonniers de guerre agenouillés et ligotés découvertes dans son temple mortuaire, attestent peut-être de raids punitifs en Libye à l'ouest ou dans le Sinaï et Canaan à l'est durant son règne. L'historien William Stevenson Smith a fait remarquer que ces statues étaient des éléments habituels de la décoration des temples royaux et des mastabas, suggérant qu'elles ne sont peut-être pas immédiatement liées aux campagnes militaires du règne. Des statues similaires et de petites figures en bois de captifs agenouillés ont été découvertes dans les complexes mortuaires de Néferefrê, Djedkarê Isési, Ounas, Téti, Pépi Ier et Pépi II ainsi que dans la tombe du vizir Senedjemib Mehi,.
Les relations commerciales avec la Nubie sont les seules attestées sous le règne de Néferirkarê. Les preuves archéologiques en sont les empreintes de sceaux et l'ostracon portant son nom découvert dans la forteresse de Bouhen, sur la deuxième cataracte du Nil. Des contacts avec Byblos sur la côte levantine auraient également pu avoir lieu pendant le règne de Néferirkarê, comme le suggère une seule coupe d'albâtre portant son nom et déterrée à cet endroit.

### Activités architecturales

#### Temple solaire de Néferirkarê
Néferirkarê est connu de sources anciennes pour avoir construit un temple au dieu du soleil Rê, qui n'a pas encore été identifié archéologiquement. Il s'appelait Sétibrê, signifiant « la Place du Cœur de Rê », et était, selon les sources contemporaines, le plus grand construit sous la Ve dynastie. Il est possible que le temple n'ait été construit qu'en briques de terre, avec un achèvement prévu en pierre qui n'avait pas commencé à la mort de Néferirkarê. Dans ce cas, il se serait rapidement transformé en ruines très difficiles à localiser pour les archéologues. Alternativement, l'égyptologue Rainer Stadelmann a proposé que Sétibrê ainsi que les temples solaires de Sahourê et d'Ouserkaf soient un seul et même bâtiment connu, celui attribué à Ouserkaf à Abousir.
De tous les temples solaires construits sous la Ve dynastie, Sétibrê est le plus souvent cité dans les sources anciennes. De ce fait, certains détails de son plan sont connus : un grand obélisque central, un autel et des réserves, une barque étanche abritant deux bateaux et une « salle de la fête-Sed ». Les fêtes religieuses ont certainement eu lieu dans les temples solaire, comme l'attestent les archives d'Abousir. Dans le cas de la Sétibrê, la fête de la « Nuit de Rê » y aurait précisément eu lieu. Il s'agissait d'une fête qui s'intéressait au voyage de Rê pendant la nuit et qui était liée aux idées de renouveau et de renaissance qui étaient au centre des temples solaires.
Le temple jouait un rôle important dans la distribution des offrandes alimentaires qui étaient apportées chaque jour de ce temple au temple mortuaire du roi,,. Ce voyage se faisait en bateau, indiquant que Sétibrê n'était pas adjacent à la pyramide de Néferirkarê. Ceci souligne également la position de dépendance du roi par rapport à Rê, car les offrandes ont été faites au dieu soleil et ensuite au roi défunt.

#### Temple solaire d'Ouserkaf
L'égyptologue Werner Kaiser a proposé, sur la base d'une étude de l'évolution du hiéroglyphe déterminant pour le temple solaire, que Néferirkarê achève le temple solaire d'Ouserkaf - connu en ancien égyptien sous le nom de Nekhenrê - vers le cinquième recensement du bétail de son règne,. Cette opinion est partagée par les égyptologues et archéologues Ogden Goelet, Mark Lehner et Herbert Ricke,,. Dans cette hypothèse, Néferirkarê aurait fourni au Nekhenrê son obélisque monumental de calcaire et de granit rouge. Verner et l'égyptologue Paule Posener-Kriéger ont souligné deux difficultés avec cette hypothèse. Tout d'abord, cela impliquerait un long intermède entre les deux phases de construction du temple d'Ouserkaf : près de vingt-cinq ans entre la construction du temple et l'érection de son obélisque. Deuxièmement, ils observent que la pyramide et le temple solaire de Néferirkarê étaient inachevés à sa mort, ce qui soulève la question de savoir pourquoi le roi aurait consacré des efforts exceptionnels à un monument d'Ouserkaf alors que les siens exigeaient encore des travaux importants pour être achevés,. Au lieu de cela, Verner propose que c'est Sahourê qui a terminé le Nekhenrê.

### Membres de la Cour royale et hauts fonctionnaires
Plusieurs dignitaires de l'époque sont connus :
- Akhethetep, qui semble entamer sa carrière sous le règne de Néferirkarê en tant que prêtre de Rê et de Maât dans le temple solaire du roi[78] ;
- Ourkhouou, scribe du palais royal, juge, prêtre du culte de Mykérinos, également prêtre de Rê et de Maât au temple solaire de Néferirkarê[79],[80] ;
- Râouer, maître des secrets du roi (sorte de secrétaire particulier), prêtre Sem et directeur du palais, dont le mastaba a été retrouvé à Gizeh. Le noble prêtre y a fait inscrire une biographie sur une stèle qui relate un incident survenu alors qu'il accompagnait le roi dans un de ses déplacements. Il toucha accidentellement le souverain, crime de lèse majesté qui aurait dû être sévèrement puni. Le roi l'ayant en haute estime intervient personnellement afin qu'il ne soit pas poursuivi et décrète que Râouer est plus noble devant le roi que n'importe quel homme, insigne honneur qui le rend en quelque sorte intouchable. La stèle sur laquelle ce décret est consigné est aujourd'hui conservée au Musée du Caire[81] ;
- Ptahchepsès, grand prêtre de Ptah, dont la carrière étonnante remonte au règne de Chepseskaf occupait également la prêtrise de Rê-Harmakhis au temple solaire du roi[82] Son mastaba a été retrouvé à Saqqarah et a livré une grande stèle fausse-porte portant la liste des souverains sous lesquels il servit avec à chaque fois la mention d'un évènement particulier. Pendant le règne de Néferirkarê, il relate que le souverain décréta qu'il ne serait plus permis que le grand prêtre en la présence du roi touche le sol en se prosternant, mais qu'il puisse lui baiser les pieds, autre insigne honneur, le fait de toucher le roi équivalent à toucher une divinité[83] ;
- Ouash-Ptah, vizir du roi, enterré lui à Abousir. Ouash-Ptah a commencé sa carrière sous le règne de Sahourê et est promu vizir sous le règne de Néferirkarê ce qui fait de lui le premier personnage de l'État et le conseiller particulier du roi. Or un jour qu'il accompagnait le roi et sa famille lors d'une visite de chantier il meurt brutalement sous les yeux de son souverain. C'est Néferirkarê lui-même qui ordonne l'édification de son mastaba et fournit le mobilier funéraire du vieux courtisan[84].
- Pehenoukaï, vizir, dont le mastaba a livré toute une série de titres et fonctions qui démontrent leur multiplication sous le règne de Néferirkarê. On citera en plus de la fonction prestigieuse de vizir, celles de « Chef du Double Grenier », « Chef du Double Trésor », « Directeur des places des offrandes », fonctions qui le placent à la tête de l'administration du Trésor. D'autres fonctions le rattachent directement au roi comme celles de « Chef de tous les travaux du roi », soit l'architecte des monuments du règne dont notamment la pyramide royale, « chef des écritures du roi et des secrets des paroles du roi » qui font de Pehenoukaï le secrétaire particulier du souverain[85].

Certains dignitaires entament leur carrière sous son règne comme le magistrat Ti dont le tombeau à Saqqarah a livré des marques de carrier au revers des blocs constituant le massif de son mastaba avec le cartouche du roi, attestant que la commande du tombeau avait bien eu lieu sous ce règne.
Outre ces cas célèbres et touchant à la haute sphère de la cour royale, on a retrouvé le nom de Néferirkarê accompagné ou non de son deuxième nom Kakaï dans de nombreux mastabas de la période et le roi jouira d'une certaine popularité tout au long de la Ve dynastie.

## Personnalité
Le règne de Néferirkarê était inhabituel pour le nombre important de documents contemporains qui ont survécu et qui le décrivent comme un souverain gentil et doux. Lorsque Râouer, un noble âgé et courtisan royal, fut accidentellement touché par la masse du roi lors d'une cérémonie religieuse - une situation dangereuse qui aurait pu entraîner la mort immédiate de ce fonctionnaire ou son bannissement de la cour puisque le pharaon était considéré comme un dieu vivant dans la mythologie de l'Ancien Empire - Néferirkarê pardonna rapidement à Râouer et ordonna qu'aucun mal ne lui soit fait pour cet incident,. Comme Râouer l'affirme avec reconnaissance dans une inscription de son tombeau de Gizeh : 
« Le prêtre Râouer, dans sa robe sacerdotale, suivait les pas du roi pour conduire le costume royal, lorsque le sceptre dans la main du roi frappa le pied du prêtre Râouer. Le roi dit : Tu es sauvé. Alors le roi dit : Le roi veut qu'il soit en sécurité, puisque je ne l'ai pas frappé. Car il est plus digne devant le roi que quiconque.,, »
De même, Néferirkarê a donné au prêtre de Ptah Ptahchepsès l'honneur sans précédent de baiser ses pieds, plutôt que le sol devant lui. Enfin, lorsque le vizir Ouash-Ptah fut victime d'un accident vasculaire cérébral alors qu'il se présentait à la cour, le roi convoqua rapidement les médecins en chef du palais pour soigner son vizir mourant. Lorsque Ouash-Ptah mourut, Néferirkarê aurait été inconsolable et se serait retiré dans ses quartiers personnels pour pleurer la perte de son ami. Le roi ordonna alors la purification du corps de Ouash-Ptah en sa présence et ordonna la fabrication d'un cercueil en ébène pour le défunt vizir. Ouash-Ptah a été enterré avec des dotations spéciales et des rituels gracieux de Néferirkarê. Les actes du roi sont inscrits dans le tombeau de Ouash-Ptah lui-même et soulignent l'humanité de Néferirkarê à l'égard de ses sujets.

## Sépulture

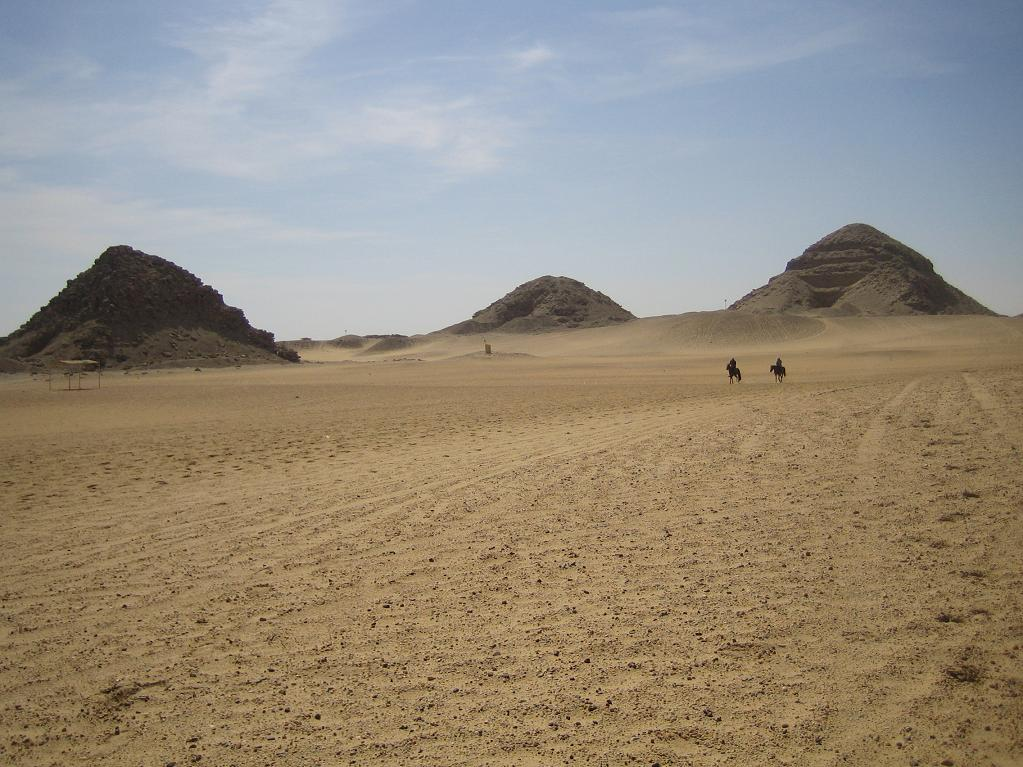
Pyramides de Sahourê, Niouserrê et Néferirkarê

Le complexe pyramidal se trouve à Abousir, il s'agit de la deuxième pyramide à y avoir été construite. La pyramide de Néferirkarê est placée à la vingt et unième position dans la liste que Karl Richard Lepsius établit lors de l'expédition qu'il mène en Égypte en 1842 pour le compte du roi de Prusse Frédéric-Guillaume IV.

### Le temple mortuaire et les archives d'Abousir
Le temple mortuaire était loin d'être terminé à la mort de Néferirkarê, mais il a été achevé plus tard, par ses fils Néferefrê et Niouserrê en utilisant des briques de terre et du bois bon marché plutôt que la pierre. Une importante cache de papyrus administratifs, connue sous le nom des archives d'Abousir, y a été découverte par des pilleurs en 1893, puis par Borchardt en 1903. D'autres papyrus ont également été découverts au milieu des années soixante-dix lors de fouilles de l'Institut égyptologique de l'université de Prague. La présence de cette cache est due aux circonstances historiques particulières de la Ve dynastie. Comme Néferirkarê et son héritier Néferefrê moururent avant que leurs complexes pyramidaux ne puissent être achevés, Niouserrê modifia leur plan, détournant la chaussée menant à la pyramide de Néferirkarê vers la sienne. Les complexes mortuaires de Néferefrê et de Néferirkarê se sont donc retrouvés quelque peu isolés sur le plateau d'Abousir ; leurs prêtres ont donc dû vivre à proximité des locaux du temple dans des habitations de fortune et ils ont entreposé les documents administratifs sur place. En revanche, les archives des autres temples étaient conservées dans la ville pyramidale près de la pyramide de Sahourê ou de Niouserrê, où le niveau actuel de la nappe phréatique signifie que tout papyrus a disparu depuis longtemps.
Les archives d'Abousir enregistrent quelques détails concernant le temple mortuaire de Néferirkarê. Sa chapelle centrale abritait une niche avec cinq statues du roi. La statue centrale est décrite dans le papyrus comme étant une représentation du roi comme Osiris, tandis que le premier et le dernier le dépeignaient comme le roi de Haute et Basse-Égypte, respectivement,. Le temple comprenait également des réserves pour les offrandes, où de nombreux vases de pierre, aujourd'hui brisés, avaient été déposés. Enfin, les papyrus indiquent que sur les quatre bateaux inclus dans le complexe mortuaire, deux ont été enterrés au nord et au sud de la pyramide, dont un a été découvert par Miroslav Verner.
Pendant la période tardive de l'Égypte antique, le temple mortuaire de Néferirkarê a servi de cimetière secondaire. Une pierre tombale en calcite jaune a été découverte par Borchardt portant une inscription araméenne « Appartenant à Nesneou, fils de Tapakhnoum ». Une autre inscription en araméen trouvée sur un bloc de calcaire et datant du Ve siècle avant notre ère se lit « Mannoukinaan fils de Seoua ».
La pyramide de Néferirkarê est entourée de petites pyramides et de tombeaux qui semblent former une unité architecturale, le cimetière de sa famille proche. Cet ensemble devait être atteint depuis le Nil par une chaussée et un temple de vallée près du fleuve. À la mort de Néferirkarê, seules les fondations avaient été posées et Niouserrê détourna plus tard la chaussée inachevée vers sa propre pyramide.

### La pyramide
La pyramide de Néferirkarê, connue des anciens égyptiens sous le nom de Ba-Néferirkarê, qui signifie « Néferirkarê prend forme », est située dans la nécropole royale d'Abousir. C'est la plus grande construite sous la Ve dynastie, de la taille de la pyramide de Menkaourê.
La construction de la pyramide comportait trois étapes : d'abord six marches en moellons, leurs murs de soutènement en calcaire extrait localement indiquant que le monument était à l'origine prévu comme une pyramide à degrés,, une conception inhabituelle pour l'époque qui n'avait pas été utilisée depuis la IIIe dynastie. À ce stade, la pyramide, si elle avait été achevée, aurait atteint cinquante-deux mètres. Ce plan a ensuite été modifié par une deuxième étape de construction avec l'ajout d'un remplissage entre les degrés dans le but de transformer le monument en une véritable pyramide. Plus tard, les ouvriers agrandirent encore la pyramide en y ajoutant une ceinture de maçonnerie et des pierres de parement lisses en granit rouge. Ce travail n'a jamais été achevé, même après les travaux réalisés par Niouserrê. Avec une base carrée de cent-huit mètres de côté, la pyramide aurait atteint soixante-douze mètres de haut si elle avait été achevée. Aujourd'hui, il est en ruines à cause de nombreux vols de pierres. L'entrée des sous-structures de la pyramide était située sur son côté nord. Là, un couloir descendant avec un toit à deux versants en poutres de calcaire menait dans une chambre funéraire. Aucun morceau du sarcophage du roi n'y a été trouvé.

## Culte funéraire

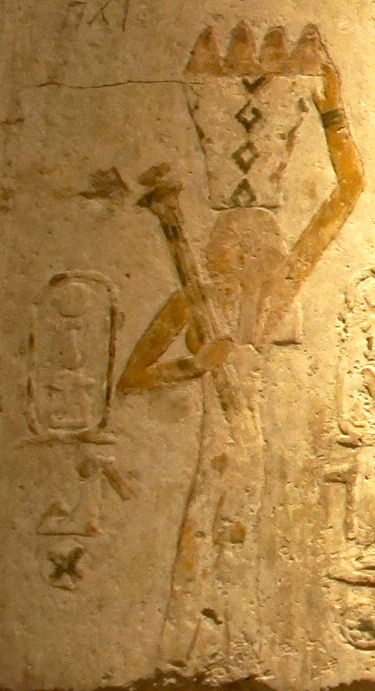
Domaine agricole de Néferirkarê

### Ancien Empire
Comme les autres pharaons de la Ve dynastie, Néferirkarê fut l'objet d'un culte funéraire après sa mort. Les sceaux-cylindres appartenant aux prêtres et prêtresses servant dans ce culte attestent de son existence à l'époque de l'Ancien Empire. Par exemple, un sceau de stéatite noire, qui se trouve maintenant au Metropolitan Museum of Art, porte l'inscription « Voix d'Hathor et prêtresse du bon dieu Néferirkarê, bien-aimée des dieux ». Certains de ces fonctionnaires avaient des rôles dans les cultes de plusieurs rois, ainsi que dans leurs temples solaires. Les offrandes pour le culte funéraire des souverains décédés étaient offertes par des domaines agricoles dédiés créés sous le règne du roi. Quelques-uns sont connus pour Néferirkarê, dont « Le domaine de Kakaï (nommé) le iȝgt de Kakaï », « Le pouvoir de Kakaï est fort », « Les plantations de Kakaï », « Nekhbet désire que Kakaï vive », « Néferirkarê est aimé de l'Ennéade » et « La maison des Ba de Néferirkarê ».

### Moyen Empire
Les traces de l'existence du culte funéraire de Néferirkarê au-delà de l'Ancien Empire sont rares. Une paire de statues appartenant à un certain Sékhemhétep a été découverte à Gizeh, dont l'une est inscrite avec la formule d'offrande standard de l'Égypte antique, suivie par du temple du roi de Haute et Basse-Égypte, Néferirkarê, véritable de voix. Les statues, qui datent du début de la XIIe dynastie du Moyen Empire, sont les seules preuves archéologiques que le culte funéraire de Néferirkarê existait encore ou avait été ravivé autour d'Abousir à l'époque,, mais sous une forme très limitée,.